# Grenades FC
El Grenades, llamado Bargain Motors Granades Football Club por razones de patrocinio, es un equipo de fútbol de Antigua y Barbuda que juega en la Primera División de Antigua y Barbuda, primera categoría de fútbol en el país.

## Historia
Fue fundado en el año 1990 en la capital San John's con el nombre Nurse Park United, aunque para mediados de la década de los años 1990s adoptaron su nombre actual, con cambios leves por razones de patrocinio.
Para la temporada 1997/98 al club le impidieron jugar en la Primera División de Antigua y Barbuda por tener una pobre administración, donde incluso llegaron a bajar a la tercera categoría para la temporada 2007/08.
Fue hasta la temporada 2014/15 que lograron jugar por primera vez en la Primera División de Antigua y Barbuda en donde terminaron en cuarto lugar, y en la siguiente temporada terminaron subcampeones solo por detrás del Hoppers FC, logrando el derecho de jugar en el Campeonato de Clubes de la CFU 2017, su primer competición internacional, en la que alcanzaron la fase final.
Su participación más sobresaliente fue en la temporada 2024 cuando jugó el CFU Club Shield 2024 donde sorpresivamente llegó a la final dejando en el camino a rivales de ligas más competitivas como el que era el actual campeón de la Copa Caribeña de Clubes Concacaf esa temporada, el SV Robinhood a quien eliminó en cuartos de final con un marcador de 2 a 1. Su camino continuó hasta la final donde perdió contra el conjunto jamaiquino de Arnett Gardens Football Club quedando como subcampeón y asegurando un lugar en la Copa Caribeña de la Concacaf 2024.
En agosto de ese mismo año comenzó su participación en la Copa Caribeña de Concacaf 2024 donde se enfrentó contra equipos de ligas profesionales. Se situó en el grupo B junto al Cibao Fútbol Club y el Moca Fútbol Club de República Dominicana; el AC Port of Spain de Trinidad y Tobago y el Ouanaminthe FC de Haití. En el grupo logró dos empates y fue derrotado en dos partidos por la mínima. No logró avanzar en el grupo y terminó su participación logrando competir como un equipo semi-profesional.

## Participación en competiciones de la Concacaf
| Temporada | Torneo                         | Ronda | Club               | Resultado |
| --------- | ------------------------------ | ----- | ------------------ | --------- |
| 2017      | Campeonato de Clubes de la CFU | 1     | Barcelona Atlético | 2-2       |
| 2017      | Campeonato de Clubes de la CFU | 1     | Montego Bay United | 3-2       |
| 2017      | Campeonato de Clubes de la CFU | 1     | Elite SC           | 2-0       |
| 2017      | Campeonato de Clubes de la CFU | 2     | Central FC         | 1-3       |
| 2017      | Campeonato de Clubes de la CFU | 2     | Cibao FC           | 2-2       |

| Temporada | Torneo                            | Ronda            | Club                 | Resultado |
| --------- | --------------------------------- | ---------------- | -------------------- | --------- |
| 2024      | CFU Club Shield 2024              | Preliminar       | Guyana Defence Force | 6-2       |
| 2024      | CFU Club Shield 2024              | Octavos de final | SV Real Rincón       | 1-2       |
| 2024      | CFU Club Shield 2024              | Cuartos de final | SV Robinhood         | 2-1       |
| 2024      | CFU Club Shield 2024              | Semifinal        | Dublanc FC           | 1-0       |
| 2024      | CFU Club Shield 2024              | Final            | Arnett Gardens       | 1-0       |
| 2024      | Copa Caribeña de la Concacaf 2024 | Grupo B          | Cibao                | 1-2       |
| 2024      | Copa Caribeña de la Concacaf 2024 | Grupo B          | Port of Spain        | 1-1       |
| 2024      | Copa Caribeña de la Concacaf 2024 | Grupo B          | Ouanaminthe FC       | 2-2       |
| 2024      | Copa Caribeña de la Concacaf 2024 | Grupo B          | Moca                 | 1-2       |

## Jugadores

### Jugadores destacados
| - Stevie Edwards - Jerome Crump - Gladsworh Richards | - David Leadette - Robbin Roberts - Walton Edwards |

## Galería

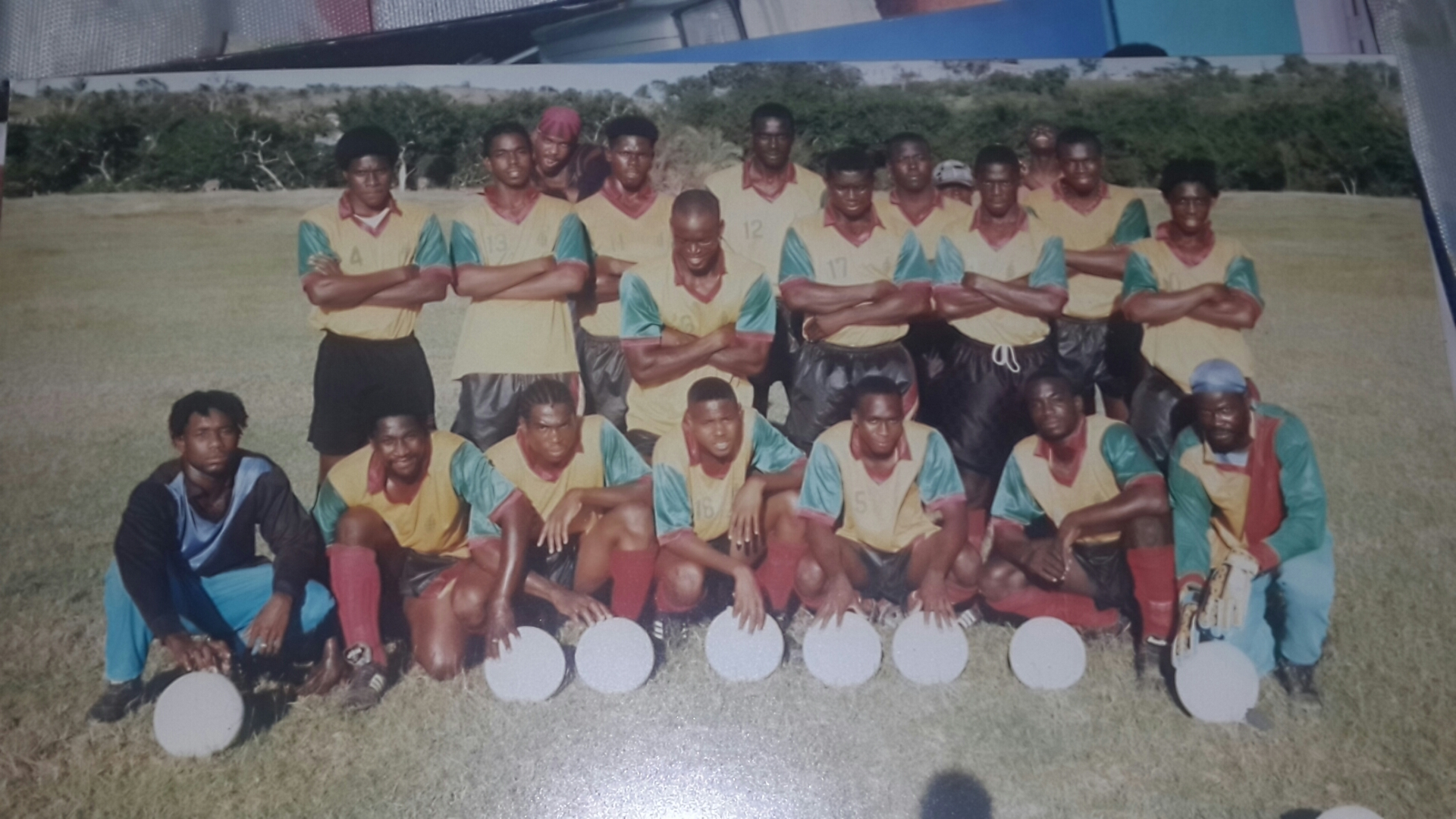
Equipo temporada 2015/16
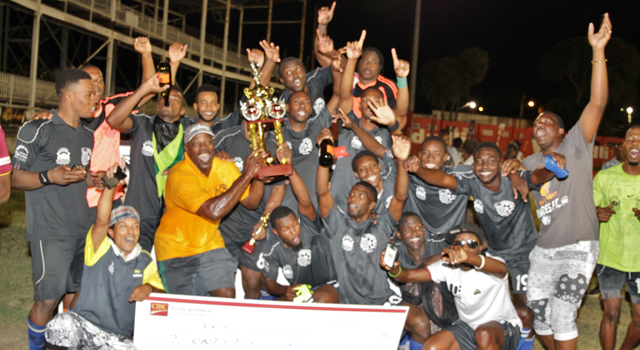
Equipo subcampeón 2015/16